# アンディ・デリス
アンディ・デリス（Andreas "Andi" Deris、アンドレアス・デリス 1964年8月18日 - ）は、ドイツ出身のロックミュージシャン、ボーカリスト。
ジャーマンメタル・バンド「ハロウィン」のメンバー。ソロシンガーとしても活動している。身長178cm。

## バイオグラフィ
15歳の時にギターをプレイし始め、20歳で兵役を終えた後に本格的に活動を開始。1987年に地元カールスルーエでピンク・クリーム69を結成し活動していたが、1993年に脱退。1994年には友人であったマイケル・ヴァイカートに誘われ、マイケル・キスクの後任としてハロウィンに加入。現在までハロウィンのボーカリストとして活躍している。また、2007年にはニュークリア・ブラスト設立20周年を記念して結成されたニュークリア・ブラスト・オールスターズに参加した。
現在はスペイン領カナリア諸島にあるテネリフェに在住。

## PINK CREAM 69結成～HELLOWEEN加入
80年代後半にドイツのカールスルーエで結成されたピンク・クリーム69はドイツ、イギリス、ギリシャ、アメリカといったメンバーそれぞれが国籍が違うバンドである。
ピンク・クリーム69は89年にリリースした『PINK CREAM 69』がデビュー作だが本格的に日本で人気に火がついたのは次にリリースされた2nd『One Size Fits All』(91年)である。この頃からアンディは既に作詞作曲の殆どを手がけ、この時の音楽性がアンディ加入後のハロウィンのサウンドにも反映される様になった。この当時、アンディとヴァイカートは友達同士であり、ハロウィンも『Pink Bubbles Go Ape』をリリースした時期である。この時、既にハロウィンはバンドの状態が不安定な状況になっていたためにヴァイカートはアンディにハロウィンへの加入を持ちかけているがこの時点ではアンディはヴァイカートの誘いを断っている。しかしこの後リリースされたピンク・クリーム69の3rd『Games People Play』(93年)はヘヴィ&モダンなサウンドで今までの作品とはとてもではないがかけ離れたものになってしまい、この頃からバンドの中で居心地が悪くなり孤立していたアンディは同時期にハロウィンが問題作「Chameleon」をリリースしフロントマンだったマイケル・キスクの解雇、インゴ・シュヴィヒテンバーグの離脱(95年3月に自殺)でバンドが壊滅状態になっていた時でもあり、再びヴァイカートから加入の話を持ちかけられアンディはピンク・クリーム69を脱退しハロウィンへと加入することとなる。
ハロウィンが現在所属する「Bottom Row Promotion」は元ピンク・クリーム69のドラマーコスタ・ツァフィリオが経営するマネージメントであり、コスタはハロウィンのマネージャーでもある。また、コスタがハロウィンのマネージャーに就いた頃からアンディはピンク・クリーム69 のベーシストのデニス・ワードとも連絡をとるようになったといい、デニスは2021年のアルバム「Helloween」で制作に携わるようになる。。
2007年～08年にかけてのハロウィンとガンマ・レイのジョイントツアーが実現したのに対し、07年のBURRN!誌のインタビューでアンディに「将来的にハロウィンとピンク・クリーム69とのカップリングはないのか？」問いたところ「コスタやデニスとの間には何の問題はないがギターのコフィ(アルフレッド・コフラー)とは未だに確執が解消されていないから一緒にツアーをするのは難しいだろう」と語っていたが、2013年に発表されたピンク・クリーム69の「Special」のPVにて数秒程度ながらアンディが映像出演しているため、おそらくバンドとしては確執は過去のものとなっていると思われる。尚、2012年にコスタ、2019年にデニスがピンク・クリーム69を脱退し、唯一の創設メンバーだったアルフレッド・コフラーも2023年夏の最終公演で脱退する旨を表明しているため、アンディと関わりを持つメンバーはピンク・クリーム69から全員去る事となる。

## 音楽的特徴
マイケル・キスクの後任としてハロウィンに加入した彼は、今までのハロウィンにはなかった哀愁美のあるサウンドを持ち込んだ事により『Pink Bubbles Go Ape』以降人気的にも音楽性的にも低迷していたバンドを事実上復活にまで押し上げる最大要因にもなった。また金属的かつブルータルな歌い方だけでなく非常に穏やかで悲しげな楽曲にも対応できる表現力豊かな歌唱力もあり、メンバーのヴァイカート曰く『(プロデューサーの)チャーリーに「All Over The Nations(The Dark Ride収録)」のデモを聴かせたときにマイケル・キスクが歌っていると勘違いしてしまった。マイケルはひとつの方法でしか歌うことが出来なかった反面、アンディは3つも4つも違った歌い方が出来る』とアンディの歌を評価している。
また彼は作曲面でも他の誰よりも貢献しており、加入から現在に至るまでアルバムに収録されている楽曲の半分近くは彼の曲である。
「キスクやカイ(カイ・ハンセン)の歌い方を出来る限りやってみようとはしたけど自分にはそれが出来ない。他人の歌真似はしたくないからあくまで自分の表現で歌うしかない」と時折彼が未だに過去の亡霊に憑りつかれていることをぼやいてしまう事もあった。

## 人物・エピソード
- テネリフェの自宅に「Mi Sueno」という名前のスタジオ(スペイン語で「私の夢」という意味)を所有しており、『The Dark Ride』以降のハロウィンのアルバムはプロデューサーのチャーリー・バウアファイントの指揮の下、全てここで行われている。また、ハロウィンの他にも、レイジやハンマーフォールといったバンドもこのスタジオを使用した。
- まだ彼がハロウィンに加入して間もない頃、『Master Of The Rings』リリース後に彼らの元にリッチー・ブラックモアから「アンディを自身のバンドに加入させたい」との電話があったことをメンバーのマイケル・ヴァイカートは『Master Of The Rings(エクスパンディッド盤)』のライナーノーツで語っている。そのリッチーのバンドとはレインボーのことである。
- 2年間ドイツ軍に所属していたためアンディは9mmまでの銃の所持を許可されている。また、彼は銃のコレクションも持っておりマグナム41、UZIマシンガンなどいずれも彼がライセンスを習得しているもの。
- あまり酒を飲まず、特に生粋のドイツ人ではあるがビールは全く飲まない。理由は幼少の頃の恐ろしい経験が原因らしく、醸造人だった父のビール工場のビア樽の梯子を上ろうとして誤って樽の中に転落してしまい、そのころ3歳でカナヅチだったアンディは掴めるところのないビア樽の中で溺れかけたという。その際にビールを沢山飲み込んでしまったため、それ以来、口にする事はおろか匂うのも駄目だということらしい。(イン・ロック96年4月号インタビューより)
- 大のカプチーノ好きである。
- 既婚者で、ロンという名前の1人息子がいる。また、ロン自身もバンド活動を行っており彼の友人でドラマーのナシム・ロペス＝パラシオスが在籍するバンドBAD BANKERSはアンディの2013年のソロ・アルバム「Million Dollar Haircuts On Ten Cent Heads」にも参加している。
- 2011年5月のBURRN!のインタビューで、ロンに勧められて影響されたバンドに日本のDIR EN GREYを挙げていた。

## ディスコグラフィ

### Pink Cream 69
- 1989年 Pink Cream 69
- 1991年 One Size Fits All
- 1993年 Games People Play

### Helloween
- 1994年 Master of the Rings
- 1996年 The Time of the Oath
- 1996年 High Live (ライブ)
- 1998年 Better Than Raw
- 1999年 Metal Jukebox (カバー集)
- 2000年 The Dark Ride
- 2002年 Treasure Chest (ベスト)
- 2003年 Rabbit Don't Come Easy
- 2005年 Keeper of the Seven Keys - The Legacy
- 2007年 Keeper of the Seven Keys – The Legacy World Tour 2005/2006 - Live in San Paulo (ライブ)
- 2007年 Gambling with the Devil
- 2009年 Unarmed - Best of 25th Anniversary (アコースティック)
- 2010年 7 Sinners
- 2013年 Straight Out of Hell
- 2015年 My God-Given Right

### ソロ・アルバム
- 1997年 Come In From The Rain
- 1999年 Done By Mirrors
- 2013年 Million-Dollar Haircuts On Ten-Cent Heads

### ソロ・シングル
- 1997年 1000 Years Away
- 1997年 Good Bye Jenny